# Il y avait un jardin
Albums de Georges Moustaki
Le Métèque
(1969) Danse
(1972)
Il y avait un jardin, est un album 33 tours / 30 cm de Georges Moustaki, sorti en 1971.

## Les titres
| 1. | Il y avait un jardin                            | Georges Moustaki | Georges Moustaki  | 4 min 00 s |
| 2. | Je ne sais pas où tu commences (Baby love song) | Georges Moustaki | Hubert Rostaing   | 3 min 25 s |
| 3. | J’ai vu des rois serviles                       | Georges Moustaki | Areski            | 3 min 44 s |
| 4. | L’Homme au cœur blessé                          | Georges Moustaki | Míkis Theodorákis | 3 min 00 s |
| 5. | Marche de Sacco et Vanzetti (Here's to You)     | Georges Moustaki | Ennio Morricone   | 3 min 10 s |
| 6. | Margot (instrumental)                           |                  | Georges Moustaki  | 1 min 27 s |

| 7.  | Grand-père                      | Georges Moustaki                                | Georges Moustaki  | 3 min 00 s |
| 8.  | Où mènent ces routes devant moi | Georges Moustaki                                | Georges Moustaki  | 3 min 49 s |
| 9.  | En méditerranée                 | Georges Moustaki                                | Georges Moustaki  | 3 min 22 s |
| 10. | Nous sommes deux (Imaste dio)   | Míkis Theodorákis - adapt. fr. Georges Moustaki | Míkis Theodorákis | 2 min 15 s |
| 11. | Tes gestes                      | Georges Moustaki                                | Georges Moustaki  | 3 min 55 s |
| 12. | Pourquoi mon Dieu               | Georges Moustaki                                | Mános Hadjidákis  | 3 min 30 s |

## Crédits
- Guitare : Joël Favreau
- Contrebasse : Michel Gaudry
- Violoncelle : Jean-Charles Capon
- Flûte : Benoit Charvet
- Percussions : Michel Delaporte
- Orchestre sous la direction d’Hubert Rostaing

- Direction artistique : Jacques Bedos
- Arrangements et direction musicale : Hubert Rostaing